# Juno I

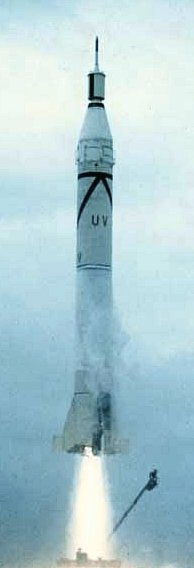
Start des Satelliten Explorer 2

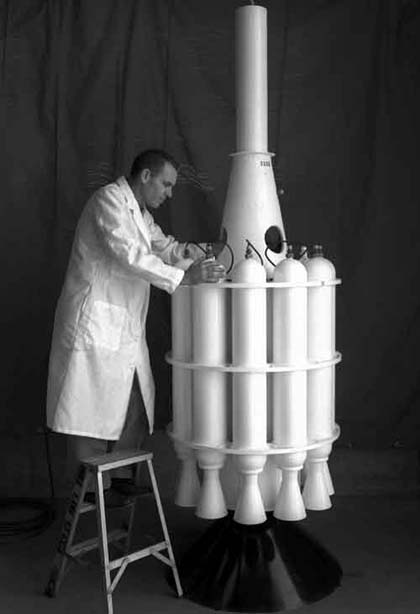
Oberstufen der Juno-I-Rakete

Die Juno I (oft auch nicht korrekt als Jupiter C bezeichnet) war eine Abwandlung der amerikanischen Redstone-Rakete, die für den Start des ersten amerikanischen Satelliten Explorer 1 entwickelt wurde.

## Basisdesign
Die Juno I bestand aus der für Wiedereintrittstests entwickelten dreistufigen Jupiter-C-Rakete mit einer aufgesetzten vierten Stufe. Diese wurde nach dem Ausbrennen der dritten Stufe gezündet und brachte die Nutzlast auf eine Geschwindigkeit von 29.000 km/h. Dieses Mehrstufensystem, das von Wernher von Braun ursprünglich für sein „Project Orbiter“ entwickelt worden war, besaß allerdings noch kein Steuerungssystem für die oberen Stufen der Rakete. Nach dem Ausbrennen der ersten Stufe wurden die Spin-stabilisierten Oberstufen in die gewünschte Orientierung gebracht und abgetrennt. Die als „Cluster“ bezeichneten Oberstufen bestanden aus 11 ringförmig angeordneten Baby-Sergeant-Feststoffraketenmotoren der zweiten Stufe, die um die drei Baby-Sergeant-Motoren der dritten Stufe angeordnet waren. Der einzelne Baby-Sergeant-Motor der vierten Stufe befand sich auf der dritten Stufe und war fest mit der Nutzlast verbunden. Die Juno I war wie die Jupiter C 21,2 m hoch.

## Technische Daten
| Länge            | 21,3 m           |
| Spannweite       | 3,66 m           |
| Durchmesser      | 1,78 m           |
| Startmasse       | 31,5 t           |
| Stufen           | 4                |
| 1. Stufe         |                  |
| Triebwerk        | Rocketdyne A-7   |
| Startschub       | 369 kN           |
| Treibstoff       | Hydyne und LOX   |
| Brenndauer       | 155 s            |
| Start-/Leermasse | 30,96 / 6,16 t   |
| 2. Stufe         |                  |
| Triebwerk        | 11 Baby-Sergeant |
| Schub            | 73,4 kN          |
| Treibstoff       | TPH              |
| Start-/Leermasse | 327/90 kg        |
| Brenndauer       | 6,5 s            |
| Länge            | 1,3 m            |
| Durchmesser      | 0,86 m           |
| 3. Stufe         |                  |
| Triebwerk        | 3 Baby-Sergeant  |
| Schub            | 24,0 kN          |
| Treibstoff       | TPH              |
| Start-/Leermasse | 94/28 kg         |
| Brenndauer       | 6,5 s            |
| Länge            | 1,3 m            |
| Durchmesser      | 0,41 m           |
| 4. Stufe         |                  |
| Triebwerk        | 1 Baby-Sergeant  |
| Schub            | 8,0 kN           |
| Treibstoff       | TPH              |
| Start-/Leermasse | 27/5 kg          |
| Brenndauer       | 6,5 s            |
| Länge            | 1,3 m            |
| Durchmesser      | 0,15 m           |

## Geschichte
Trotz des großen Erfolges und der öffentlichen Freude nach dem Start von Explorer 1 waren nur zwei der fünf weiteren Starts der Rakete erfolgreich, die Starts von Explorer 3 und 4. Nach dem relativen Erfolg dieses Programms entwickelte von Braun die Juno II aus der PGM-19 Jupiter.
Die sechs Starts der Juno I:
1. 31. Januar 1958: Start mit Explorer 1 mit einem Gewicht von 13,91 kg (8,32 kg Nutzlast), Perigäum 360 km, Apogäum 2535 km.
2. 5. März 1958: Versuchter Start von Explorer 2 mit einem Gewicht von 14,22 kg (8,54 kg Nutzlast), schlug fehl, da die vierte Stufe nicht zündete.
3. 26. März 1958: Start mit Explorer 3 mit einem Gewicht von 14,1 kg (8,41 kg Nutzlast), Perigäum 192 km, Apogäum 2.800 km.
4. 26. Juli 1958: Start mit Explorer 4 mit einem Gewicht von 16,86 kg (11,68 kg Nutzlast), Perigäum 262 km, Apogäum 2.210 km.
5. 24. August 1958: Versuchter Start von Explorer 5 mit einem Gewicht von 16,86 kg (11,68 kg Nutzlast), schlug fehl, als die zweite Stufe nach der Separierung mit einem Booster kollidierte.
6. 23. Oktober 1958: Versuchter Start eines Kommunikationssatelliten des Project Echo mit einem Gewicht von 14,3 kg (8,3 kg Nutzlast), schlug fehl, weil sich die zweite Stufe zu früh separierte.[2]

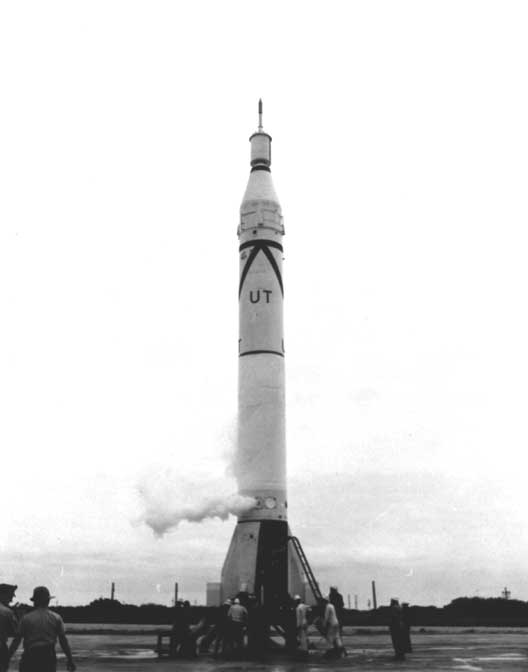
Start des Satelliten Explorer 3